# 国家総動員法
国家総動員法（こっかそうどういんほう）、旧字体：國家總動員法、昭和13年4月1日法律第55号）は、1938年第1次近衛内閣により日中戦争の長期化による国家総力戦の遂行の目的で、国家の全ての人的・物的資源を政府が統制運用できる（総動員）旨に関する法律である。
第73帝国議会で可決成立し、同年4月1日に公布、5月5日に施行された。第26代内閣総理大臣田中義一の下で1929年（昭和4年）に策定された「総動員計画設定処務要綱案」から発展した法律である。同年12月には満州における政策を統括する興亜院も発足した。
1945年（昭和20年）の大東亜戦争終結によって名目を失い、GHQ/SCAP被占領期にあって同年12月20日に公布された「国家総動員法及戦時緊急措置法廃止法律」（昭和20年法律第44号）により廃止され、効力が消失した。
当初は企画院第一部が所管し、商工省（現・経済産業省）工務局・鉱山局と連携して執行。1943年（昭和18年）から降伏直後までは軍需省総動員局総動員課が所管し、大本営陸軍部、陸軍省兵器行政本部および農商省（現・農林水産省）商工局と連携。軍需省解体後、本法律廃止までの残務整理は商工省大臣官房が担当した。

## 総動員法整備への道程

### 軍需工業動員法

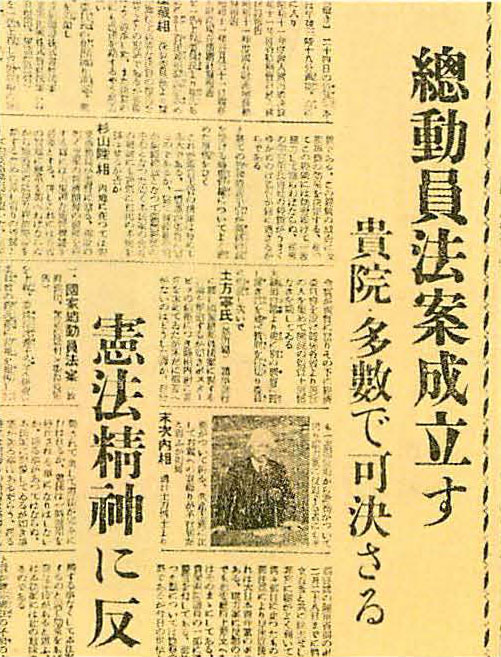
国家総動員法成立を報じる新聞
1938年（昭和13年）

第一次世界大戦の後、日英同盟により連合国の一国として参戦した戦訓より、戦争における勝利は国力の全てを軍需へ注ぎ込み、国家が「総力戦体制」をとることが必須であるという認識が広まっていた。
1918年（大正7年）の軍需品管理案から、日本国内での国家総動員体制への法整備が始まった。これは、旧日本陸軍がシベリア出兵に備える必要性から作られたもので、陸軍省軍務局軍事課と兵器局銃砲課で検討を加えた後、海軍省・法制局と折衝を重ね、1918年（大正7年）2月18日に成案化され、その後「軍需工業動員法案」として閣議決定された。同年3月4日に、第40帝国議会へ提出され、衆議院を3月20日に通過、貴族院で3月24日に可決され、全22条からなる軍需工業動員法として4月17日に公布され、20日後の5月7日により施行された。
この法律は、戦時に必要物資を徴発するのではなく、平時において、戦時に必要な物資を予想し、戦時に対応できるよう不足分について諸工業に保護奨励を与え、戦時には政府がこれらを管理、使用、収用、徴用することを定めたものである。
軍需工業動員法は原敬から「一夜作りのものにて不備杜撰」と酷評されたように、未消化な法律だったが総力戦準備を目的とした調査・立法・実施のための機関が政府内に設置された意義は大きかった。
法案成立後、軍需工業動員法を施行するために、内閣管理下に「軍需局」が設置された。（軍需局官制（1918年（大正7年）6月１日勅令第178号）に基く。）。総裁は首相、軍需次官は陸海軍次官が兼任、その下に局長、書記官2名、技師2名、属・技手10名、その他に参与（関係各省庁からの勅任官から首相の奏請によって内閣が任命）、事務官（関係各省庁の高等官から首相の奏請によって内閣が任命）からなった。また、同年6月6日、陸軍省内に「兵器局工政課」を新設した。工政課の最大の業務は、毎年度策定される陸軍軍需工業動員計画の策定だった。
これは、「軍需工業動員法」の施行に合わせて、軍需工業の調査と実施を掌管するために陸軍内に作られたもので、軍需局と連携して活動を始めた。
その後寺内正毅内閣から原敬内閣に代わると、1918年（大正7年）10月1日には軍需工業動員法の朝鮮、台湾、樺太、関東州、南満洲鉄道附属地への施行拡大、翌1919年（大正8年）1月13日には、軍需工業動員ニ関スル工場事業場臨時調査ノ件（大正8年1月13日閣令第1号）の制定による工場事業所の従業員数、生産能力の調査が行われ、1919年（大正8年）12月15日には、同法の第11、12、13、16条を根拠にした軍需調査令（大正8年勅令第495号）が制定された。

### 国勢院設置と廃止
予想される物資の必要量を戦時にまかなえるよう、平時に工業力を準備するためには平時の国力の調査が必要である。そのために作られたのが国勢院である。1920年（大正9年）5月15日、「国勢院官制」（勅令第139号）が公布され、国勢院が設置された。国勢院は、内閣軍需局と内閣統計局を統合した機関で、政府関係機関を整備強化したものである。首相の管理下にあり、専任の総裁の下に、部長、書記官、事務官、統計官、技師、統計官補、技手などで構成された。同年には政治的にも国本社設立などによって国粋主義が宣伝された。しかしながら、ワシントン海軍軍縮条約に代表される世界的な軍縮の機運や、日本国内の第一次世界大戦後の不況に伴う緊縮財政が原因となって、1922年（大正11年）10月30日、勅令第461号により国勢院は廃止された。一方、9月には日本経済聯盟会が発足した。
この廃止により、軍需物資の取得統制のための中心機関が失われた国勢院に代わるものとして、陸海軍は合議により、翌1923年（大正12年）に軍需工業動員協定委員会を設けた。9月には関東大震災発生により、のちの治安維持法の前身となる治安維持令が発布され、12月には皇太子が襲撃された虎ノ門事件が発生し、知識人、政治家、貴族院議員、軍人ら多数が参加した国粋主義団体である青天会が発足した。
その後数年は、総動員体制を統括するための中心的組織は作られなかったが、1926年（昭和元年）になると、帝国議会で国防論議が高まりを見せたため、同年4月22日に政府は「国家総動員機関設置準備委員会ニ関スル件」を閣議決定し、機関設置の検討に入った。一方、政府の動きとは別に陸軍でも総動員体制への準備が進んでいた。同年10月1日に、陸軍省内に整備局が設置され、以前の兵器局工政課とほぼ同じ業務を行うことになった。

### 資源局
前年に設置された国家総動員機関設置準備委員会での議論の結果、内閣資源局が、1927年（昭和2年）5月26日に設置された。資源局は、総動員資源の統制・運用を準備することを目的とした機関である。第一次世界大戦以後、日本陸軍が調査・研究してきた国家総動員思想を制度的に保障した機関として、資源局の設置は重要な意味を持っている。
資源局の設置に伴い、同年7月18日には資源審議会が設置された。資源審議会は、資源局の関連業務に関する内閣諮問機関である。1929年には、資源局は資源調査法の策定（法律第53号、昭和4年4月12日公布）、総動員計画設定処務要綱の策定（同年6月18日閣議決定）などを実施、この要綱に基づいて、総動員基本計画綱領、暫定期間計画設定処務規程、暫定期間計画設定ニ関スル方針、暫定期間計画設定ニ関スル指示事項を作成し、総動員計画への本格的な準備が始まった。
1931年に満洲事変、次いで1932年に五・一五事件が発生し、軍人の斎藤実が内閣を組閣した。1933年にはナチスの日本学者であるウォルター・ドーナートが日本に滞在しており、1934年からは司法省がナチスの法制に関する翻訳書を発行しはじめた。
1935年からは、内閣審議会の設立（昭和10年5月10日、勅令第118号）、内閣調査局の設立（昭和10年5月10日、勅令第119号）、情報委員会の設立（昭和11年7月1日、勅令第138号）などが続いた。

### 企画院
1936年2月には二二六事件が発生し元首相の斎藤実は暗殺されたが、11月に日独防共協定が締結された。内閣資源局は、その後の1937年（昭和12年）10月25日に企画庁（企画庁の元は内閣調査局）と統合して企画院へ改組された。ここに誕生した企画院は、電力国家管理・国家総動員政策などの総合国策企画官庁としての機能を併せ持った強大な機関だった。
このような歴史的背景のもとで、国家総動員法は、支那事変（日中戦争）の長期化予想に伴い、総動員体制を保障する為の基本法として現れてきた。

## 法律制定の背景と影響

### 先例
史上初めて国民総動員体制を採用したのは、フランス革命戦争期のフランスであった。日本語での「国家総動員」という言葉は、「総動員」という戦争計画を前提とする軍事用語と、ドイツ帝国陸軍参謀次長のエーリヒ・ルーデンドルフが指導した「ドイツ戦争経済」からヒントを得て、1921年（大正10年）におけるバーデン＝バーデンの密約組の永田鉄山が造語したものだとされている。のちの1935年（昭和10年）、ルーデンドルフ自ら『国家総力戦論』を著したのを受けて、第二次世界大戦敗戦後に岡村寧次が永田や東條英機の言動から、この国家総動員体制に対して後知恵で「総力戦体制」と名付けた。但し、徴兵制と総動員の概念は、非職業軍人（徴兵された大衆）でも多くの役割を担える歩兵主体から、通信兵・砲兵・衛生兵・工兵・航空兵といった（平時からスペシャリストとして訓練を受けている）職業軍人でなければ役割を担うのが難しい特殊兵科要員に軍の需要が移り替わっていたため、空疎化しつつあったが、永田はこの種の近代化を理解していなかった。この種の近代化を主唱したのは、山岡重厚、山下奉文などの「皇道派」であったとされている。
概要は、企業に対し、国家が需要を提供して生産に集中させ、それを法律によって強制することで、生産効率を上昇させ、軍需物資の増産を達成し、また、国家が生産の円滑化に責任を持つことで企業の倒産を防ぐことを目的とした。

### 戦時外への適用
日中戦争の激化に伴い、当時の日本経済では中国で活動する大軍の需要を平時の経済状態のままで満たすことが出来なくなっていたため、経済の戦時体制化が急務であった。しかし軍需工業動員法の適用は「戦時」に限るとされていたため「日中事変」に適用できるのかが議論されたが、1937年の第72回臨時議会にて事変に適用する法律案が提出され可決。
こうして当時の基幹産業であった綿加工業に、商工省によって原料綿花の輸入許可制が敷かれた

### 満洲国の国家総動員法の成立
日本の国家総動員法公布に先立って公布された1938年（康徳5年/昭和13年）2月26日の満洲国の国家総動員法は、内容的に日本の法と大差はなく、満洲の事情を加味した上で、九か条少ないものとなっていた。
同年8月に国家総動員法が成立した後、第6条により労働者の雇用、解雇、賃金、労働時間などが統制され、他の条項も全面的に発動された。物資動員計画では、重要物資は軍需、官需、輸出需要、民需と区別して配当された。しかし、軍需が優先され、民需は最低限まで切り詰められた。例えば、鉄鋼、銅、亜鉛、鉛、ゴム、羊毛などの民需使用は禁止された。
11月25日には日独文化協定が成立し、ナチズムはさらに広まりを見せた。
しかし、この法案は総動員体制の樹立を助けた一方で、社会主義的であり、ソ連の計画経済の影響を受けていた。のちに、この法案を成立させた第1次近衛内閣の後に総理大臣となった平沼騏一郎を中心とした右翼・反共主義者の重鎮により、企画院において秘密裡にマルクス主義の研究がなされていたとして、企画院事件が引き起こされた。
また、経済官僚が産業を統制する規制型経済構造を構築した契機となったことから（この構造は戦後の産業政策にも見られる）、大政翼賛会成立年の1940年（昭和15年）にちなんで「1940年体制」、国民学校令発布と帝国国策遂行要綱成立年の1941年（昭和16年）にちなんで「昭和十六年体制」という言葉も存在する。

## 内容

### 構成
国家総動員法の構成は、第1条から第3条が総則規定であり、第4条から第20条は統制の骨子となる「戦時規定」と呼ばれる規定、第21条から第31条までが平時から国家総動員の準備のために設けられた「平時規定」と呼ばれる規定である。なお、第21条から第26条を「平戦時規定」とし、第27条から第31条を「損失補償等に関する規定」として分類する資料もある。以上に続いて第32条から第49条までが事務上の規定及び罰則規定、第50条が政府の諮問機関として設ける国家総動員審議会を定める規定である。
法律上には上記統制の具体的内容は明示されず、全ては国民徴用令をはじめとする勅令に委ねられていた。このことから、同法をナチス党政権下のドイツによる1933年（昭和8年）制定の授権法の日本版になぞらえる説もある。
なお、本法の各条文には見出しがないため、以下では大阪毎日新聞社「戦時経済早わかり 第9輯」（1938年）にある条文の見出しを記載する。

### 総則
- 第1条 - 国家総動員の概念
- 第2条 - 総動員物資
- 第3条 - 総動員業務
  - 総動員業務指定令（昭和14年7月5日勅令第443号）[39]

### 戦時規定
- 第4条 - 国民の徴用
  - 国民徴用令（昭和14年7月8日勅令第451号）[39]
  - 船員徴用令（昭和15年10月21日勅令第687号）[39]
- 第5条 - 国家総動員に対する国民の協力
- 第6条 - 労務統制
  - 学校卒業者等使用制限令（昭和13年8月24日勅令第599号）[39]
  - 賃金統制令（昭和15年10月19日勅令第675号）[39]
- 第7条 - 労働争議の制限・禁止
- 第8条 - 物資統制
  - 電力調整令（昭和14年10月18日勅令第708号）[39]
  - 米穀搗精等制限令（昭和14年11月25日勅令第789号）[39]
- 第9条 - 貿易統制
  - 貿易統制令（昭和16年5月14日勅令第581号）[39]
- 第10条 - 物資の管理収用
  - 総動員物資使用収用令（昭和14年12月16日勅令第838号）[39]
- 第11条 - 金融統制
  - 会社経理統制令（昭和15年10月19日勅令第680号）[39]
  - 銀行等資金運用令（昭和15年10月19日勅令第681号）[39]
- 第12条 - 資金統制
- 第13条 - 工場船舶の管理収用
  - 工場事業場管理令（昭和13年5月4日勅令第318号）[39]
  - 土地工作物管理使用収用令（昭和14年12月29日勅令第902号）[39]
- 第14条 - 鉱業権、砂鉱業、水の使用収用
- 第15条 - 各種権利の払下
- 第16条 - 事業設備の新設、拡張、管理
  - 総動員業務事業設備令（昭和14年7月1日勅令第427号）[39]
- 第17条 - 事業の統制協定
- 第18条 - 統制組合
- 第19条 - 物価統制
  - 価格等統制令（昭和14年10月18日勅令第703号）[39]
- 第20条 - 言論統制
  - 新聞紙等掲載制限令（昭和16年1月11日勅令第37号）[39]

### 平時規定
- 第21条 - 国民登録制度
  - 医療関係者職業能力申告令（昭和13年8月24日勅令第600号）[39]
  - 国民職業能力申告令（昭和14年1月7日勅令第5号）[39]
- 第22条 - 技術者の養成
  - 学校技能者養成令（昭和14年3月31日勅令第130号）[39]
- 第23条 - 物資保有義務
- 第24条 - 事業計画の設定、演練
  - 総動員業務事業主計画令（昭和14年7月26日勅令第493号）[39]
- 第25条 - 試験研究命令
  - 総動員試験研究令（昭和14年8月30日勅令第623号）[39]
- 第26条 - 事業の助成
- 第27条?第29条 - 損失補償
- 第30条 - 事業の監督
- 第31条 - 報告徴取、立入検査

### その他の規定
- 第32条?第49条 - 罰則
- 第50条 - 国家総動員審議会
  - 国家総動員審議会官制（昭和12年5月4日勅令第319号）[39]

## 法案策定
国家総動員法案の研究は、日中戦争勃発の原因となった盧溝橋事件以前から、大日本帝国陸軍と資源局において進められていた。同法の原案は、内閣資源局によるものである。
法案策定で主導権を握ったのは陸軍である。例えば、日中戦争勃発の2ヶ月前の1937年（昭和12年）5月に陸軍は、内閣資源局に対して「総動員法立案ニ対スル意見」を送っていた。この文書は資源局に対して、総動員法起案方針の確立とその業務促進を要請したものである。
その後、同年7月7日に勃発した日中戦争の拡大、陸軍軍需動員、総動員計画の一部実施などの国内の進展を背景にして、軍部から法律の即時制定を求める声が強まった。第1次近衛内閣は軍部のこの要求を容れ、国家総動員法の立案を本格化させた。
第1次近衛内閣は1937年（昭和12年）11月9日に基本方針を閣議決定、前述のように途中で改組があったが、立案作業は企画院を中心にして秘密裏に進められた。
第1次近衛内閣は、翌1938年（昭和13年）1月に法案提出の閣議決定をした後、同月中旬に要綱を公表した。また、帝国議会各会派への説明は、1月中旬から2月中旬にかけて企画院の幹部によってなされた。

## 政党の反応
要綱の公表後、法案賛成に回ったのは社会大衆党などの小会派で、「革新立法」であるとの理由で歓迎した。一方、政友会・民政党の議員は反対派、法案提出見合わせ論、修正論が大部分だった。このうち反対論が多数派で、勅令委任範囲が広すぎて違憲の疑いが強い、という意見が多かった。
反対派の中心は常盤会のグループだった。これは、民政党からは俵孫一、小泉又次郎、小山谷蔵、斎藤隆夫、政友会からは浜田国松、東武、牧野良三などの有志議員からなるグループである。近衛新党論グループ（政友会で内閣参議の前田米蔵、鉄道相の中島知久平、民政党で逓信相の永井柳太郎を中心とするグループ）は法案賛成派だったが、主流にはなれなかった。
近衛内閣には政党の反対論に対して解散で応じるべきとの論もあったが、近衛は法案に一部修正で乗り切ろうとした。
解散を主張したのは末次信正内務大臣や風見章内閣書記官らである。彼らは解散と同時に選挙法を改正して既成政党を破壊しようとする意図を持っていた。
しかし、近衛首相は解散には否定的だった。これは、支那事変の収拾見込みが立たない中での大規模な政治変動は好ましくないと判断したためらしい。結局、近衛自身の決断により、議会提出を延期し原案の修正で乗り切ることにした
。修正部分は、言論・出版に関する条項の一部修正・削除（集会と大衆運動の制限・禁止、新聞の発行停止と差し押さえなどの条項を削除）と貴族院・衆議院両院の議員を含む国家総動員審議会
の設置である。しかし、勅令委任範囲の縮小は行われず、法案の根本的問題には手を触れなかった。法案は同年2月19日、第73通常議会に提出され、2月24日の衆議院本会議で提案理由説明がされた。法案提出理由は、「近代国家ノ特質ニ鑑ミ国家総動員ノ実施及準備ニ付準拠スベキ法規ヲ制定シ現下時局ノ推移及将来ノ戦時事変ニ備フルノ要アリ」だった。

## 審議
大財閥を中心とした経済界はこの法案に対して、法律によらない私権の制限であり社会主義的であるとの批判をもっていた。経済界に近い立場の民政党・政友会など既成政党も、政府に対する広範な授権は大日本帝国憲法において帝国議会に保障された立法協賛権の剥奪につながる恐れがあり憲法違反であるとして反対の空気が強かったが、議会審議においては政府や陸軍に押し切られる形で可決成立をみた。
これについて、従来は陸軍の圧力によるところが大きいと説明することが普通だったが、実際には軍部はわずかな政治干渉しかできず、むしろ議会に対して融和的ですらあった。むしろ、遅くとも1990年頃からは、法案が政府案無修正のまま成立した理由を、政党側の政界再編への思惑や議会勢力図の現状維持などの理由による保身に求めるのが主流である。この時期の陸軍は「事変」中における議会との全面対決には消極的であり、むしろ有馬頼寧ら近衛文麿首相側近の間で、国民の支持が高い近衛の元に革新派を結集させて「近衛新党」を旗揚げし、解散総選挙に打って出る動きがあったために、既成政党側がこれを恐れて妥協に転じたことが法案成立の原因である。
なお、この審議中には、既成政党の無力ぶりを示す以下2つのエピソードがあった。

### 「黙れ」事件
黙れ事件とは、1938年（昭和13年）3月3日に衆議院の第5回国家総動員法委員会の審議中に起こった舌禍事件である。
同日の審議には司法大臣塩野季彦が出席していたが、同日の読売新聞朝刊に同法案や電力国家管理政策の審議における政党の不和を批判した論説が掲載されていたため、委員らは植原悦二郎を中心に、その記事は政府が書かせたものであるかを問い正しながら、同法案に激しく異論を申し立てていた。そこで委員長小川郷太郎は他大臣らに連絡をとり、陸軍大臣杉山元や外務大臣が審議に参加することを告知。実際には陸軍大臣と内務大臣末次信正が参加。
そこで政友会の板野友造が質問に立ち、「総動員の必要などは国民が皆知っておる｣、「総動員ということを知らせて置くことはまことに結構で、その点は同感だが、自分の出した案を良く見てからおっしゃって下さい。これで国民に何の覚悟が出来るか」、「裏からでも表からでもよろしいが、どうぞ十分にラジオを通じ、新聞を通じ、速記録を通じて国民に分からせてもらいたい」、「国民が私と同じ程度のものであるならば、政府の言うことが分からない。どうぞ国民が、『なるほど必要止むを得ないものだ』と諒解し得る程度の説明を願う。どなたでも説明の上手な人でよろしい。」などと、大臣らへの同意を示しながら理由説明を促した。
これについて陸軍省軍務局軍務課国内班長佐藤賢了陸軍中佐が説明を行ったが、これに対し政友会の別の代議士の宮脇長吉議員が、あたかも政府委員の演説のようであるとして委員長小川郷太郎に対し発言を止めるよう促した。これに対し委員長は佐藤の発言を促したため、これにもまた「討論はいかん｣「止めた方が穏やかだ」などの野次や続けるよう求める野次が飛び、これらに対し佐藤は「黙れ」と一喝した。この発言に対してたちまち「黙れとはなんだ」との声が飛び交い、委員会は騒然となった。
佐藤は委員長に促されて不適切な発言をすぐに取り消したが、板野が「黙れとはなにか、どういう意味か説明せよ」と迫り、その発言を議会軽視として問題視して司法大臣に政府の責任を認めさせたうえ、「私どもは初めから申したとおり総動員の計画準備の必要は痛感していると申している」、「普段から訓練して置かなければならぬ、それだからこの法律を早く作らなければならぬとおっしゃる」、「政府発案の趣旨を捉えようというがために、これを反復してお尋ねしているのであって、決して非難するとか、攻撃するとかいうのではない」などと政府案を擁護。
これに対し司法大臣は、「板野君のご意見は憲法第31条があって、その広大むべなる力があるのだから、そのときになって決めたらよろしいではないか、そのことは国民一般が憲法の條章によってよく覚悟しているのである、覚悟とか準備とか言うけれども、本法を制定しなくとも、憲法において既に国民の覚悟を要求しているという御説である」と板野の独自見解を再び示したうえ、「平時において非常の場合において総動員が行われる場合には、かくかくの義務を負うのであるという目標を、大綱ながら示しておく方がよろしいと考えている」と答弁。ここで理事西尾末広が予定時間の到来を告げ、同日の審議は終了した。
政府側はこのままでは法案通過に不利であると考えたらしく、翌日の委員会には司法大臣、陸軍大臣の他、総理大臣近衛文麿、外務大臣広田弘毅、海軍大臣米内光政、鉄道大臣中島知久平も出席し、陸軍大臣の杉山元陸軍大将は佐藤の不適切発言につき遺憾の意を表明。ただし、植原悦二郎らは再び質問を続けた。
なお、陸軍大臣は陳謝したものの佐藤本人に懲罰はなかった。

#### 豹変
審議は2月26日から日曜を除き連日行われていたが、3月12日土曜日の第13回委員会において、浅沼稲次郎を含む委員11名が審議を促進するためとして質問を辞退した。討論日は追って通知されることとなった。これ以後、政友会・民政党は態度を豹変させ原案に賛成するが、これは3月11日の閣僚会議の席上で近衛首相が衆議院解散の覚悟を決めたとの情報が入ったためである。この頃、水面下では両党の法案賛成派と同じく賛成派の小会派の一部を糾合して近衛新党を結成しようとの動きがあり、新党結成によって政界地図が塗り替えられることを両党は恐れていた。また、ここで解散となると3年連続の選挙である上に勢力分布も大きく変わるということを両党は恐れていた。このため、この後ほどなくして#西尾除名事件（後述）が発生する。

#### 衆議院本会議の通過
政府がかねてよりナチスの法制を研究していたところ、3月13日の日曜日にはドイツがオーストリア・ナチスとの協力のうえオーストリアを併合した（アンシュルス）。
連日行われていた同法案委員会の審議は翌月曜日と火曜日は行われず、3月16日水曜日の第14回会議で討論が行われ、原案と民政党・政友会共同で提案した付帯決議について採決が行われた。出席委員40名の全員が賛成し（総員は55名）、同日衆議院の本会議へ戻されて可決した。
本会議ではまず委員長の小川郷太郎が経過報告を行い、同法案はナチスのような授権立法や独裁主義のイデオロギーによるものではないということが近衛の発言の引用により強調された。また「戦時」の定義や国家総動員審議会の説明が行われ、その後に各派による賛成討論になった。
ただ、この段階でも政友会・民政党ともに賛成論に不満の議員がいたのは事実である。実際に、民政党の山本厚三や政友会の大口喜六による討論にみられたように、賛成論らしからぬ討論が行われている。また、民政党の議員の中には幹部の元に議員の辞表を提出した者もあり、政友会の浜田国松は党代行委員に対して不満を示す発言をしている。
討論の後、法案と附帯決議は衆議院本会議で採決にかけられ、無修正のまま満場一致で可決された。法案と共に、2本の付帯決議も衆議院で可決。

### 西尾除名事件
社会大衆党は同法に賛成の立場であり、軍部・革新官僚・近衛の少数与党として立ち働いて飛ぶ鳥を落とす勢いであった。3月16日、社会大衆党を代表して同党議員の西尾末広は本会議で法案の賛成演説を行った。その中で、近衛首相を激励する一節「ムソリーニノ如ク、ヒツトラーノ如ク、アルヒハスターリンノ如ク大胆ニ進ムベキ」が、政友会・民政党により不穏当であるとの理由で問題化した。
問題化したのは「スターリン」の部分である。この発言で議場は騒然となったため西尾は発言をただちに取り消した（このため議事録よりも削除）ものの、政友会・民政党の両党は強硬に西尾の除名を要求した。西尾はその場で小山松寿議長により懲罰委員会に付され、結局3月23日に議員を除名された。なお、既成政党と政府が全面的に対決していた9日の段階の第10回委員会でも西尾はほぼ同じ発言をしているにもかかわらず、その時には問題にすらされていなかった。また、西尾末広の後に登壇した尾崎行雄も「そこで私も言おう。ヒットラーの如く、ムッソリーニの如く、あるいはスターリンの如く大胆に進むべき」「西尾君はこの言葉を取り消したが、私は取り消さない。西尾君を除名する前に、私を除名せよ」と発言したが、結局、西尾だけが除名された（西尾は翌年の補欠選挙で復帰）。
この事件は、最初法案に反対もしくは修正支持だった両党が法案賛成に回った結果当初から賛成だった社会大衆党に八つ当たりした事件だと言われている。既成政党勢力にとっては、政府・陸軍に押し切られる一方の議院運営の鬱憤を社会大衆党に対して晴らす格好になった。

### 法案成立
貴族院の委員会では修正案も提出されたが、3月24日に無修正で通過し、昭和天皇の裁可を経て、4月1日に官報第3371号で法律第55号として公布された。施行期日は同法附則第1項により勅令で定めることになっており、「国家総動員法施行期日ノ件」（昭和13年5月4日勅令第315号・官報第3397号）により、5月5日より施行された。また、「国家総動員法ヲ朝鮮、台湾及樺太ニ施行スルノ件」（昭和13年5月4日勅令第316号・官報第3397号）により、朝鮮及び台湾においても施行された。加えて「南洋群島ニ於ケル国家総動員ニ関スル件」（昭和13年5月4日勅令第317号・官報第3397号）により「南洋群島ニ於ケル国家総動員ニ関シテハ国家総動員法ニ拠ル」とされた。法案には附帯決議がついていたが、「国家総動員法を濫用しないこと」と「平和的な外交政策をとること」の2つで、当時衆議院の書記官だった大木操から「あってもなくてもいいような気休め的な附帯決議を付けただけで、満場一致可決という無気力な豹変ぶりには全く開いた口がふさがらなかった」と言われるような内容だった。
斎藤隆夫は当時を回顧して、政友会・民政党の「政府に対する態度は極めて軟弱」「政府案を鵜呑みにする」「幹部は政府に迎合し、党員は幹部に盲従す」と辛辣な表現をしている。

## 噓の政府答弁
国家総動員法1条にある「戦争に準ずべき事変」の意味が、法案審議段階の衆議院総動員法委員会で取りざたされた。つまり、法案審議中にも進行中の日中戦争に同法が適用されるのではないかという点が問題になった。
これに対して政府は「適用しない」と答弁したが、法案が成立するとすぐに反故にされた。これは当然の成り行きで、国家総動員法は陸軍が支那事変への戦時体制の確立の思惑があって本格的に法案化されたものだったからである。
最初に国家総動員法が発動されたのは第13条で、これにより勅令「工業事業者管理令」が制定され、国家総動員法と同時に施行された。ただ、これは一種形式的な発動である。国家総動員法の施行により、「軍需工業動員法」が廃止されたので、同法に基づいて現実に実施を認められている事項の法的効力を担保するために実施されたものである。
国家総動員法の実質的な発動は、1938年（昭和13年）8月の第6条の発動である。

## 改正
国家総動員法は成立後廃止されるまでの間に計3回改正されている。最初は1939年4月、2回目は1941年3月（3月3日公布、3月20日施行）、3回目は1944年3月である。改正毎に法律の統制範囲は拡大し、以後日本の敗戦まで威力を発揮した。
このうち、1939年と1944年の改正は小規模なものだったのに対して、2回目の1941年の改正は全50条のうちの25条を改正するという大規模なものだった。この2回目の大幅改正は、1940年（昭和15年）の帝国議会（1940年12月24日召集、12月26日開会、1941年3月25日閉会）で行われた。改正の理由は、「従来の規定では統制できるものは「総動員物資」に限られており、これでは不十分である」という議論が現れたほか、「罰則が軽いため罰よりも利益を求めて違反する者が後を絶たないから罰則を強化せよ」との主張が出てきたためである。
主な改正点は、次の4つである。まず、統制対象の大幅拡大である。改正前の対象は「総動員物資」であったものが、改正後は単に「物資」と改められた。これにより、あらゆるものが統制の対象となった。次に、この対象拡大に対応して、政府が統制を命令できる事業を「総動員事業」から一般事業に拡大したことである。また、従来の労働統制が雇用主に限定されていたものを、一般の労働者に対して直接命令できるようにした。最後に、罰則の強化で、従来の罰則が「三年以下ノ懲役又ハ五千円以下ノ罰金」であったものを、「十年以下ノ懲役又ハ五万円以下ノ罰金」へ変更したことである。

### 統制団体の設立
帝国議会では他にも重要法案として産業団体法案（産業別の統制団体を作るための法案）があったが、この内容は国家総動員法に吸収された。
1943年には、東條内閣で、「国民経済の総力を最も有効に発揮せしむるため、国策に協力し産業経済の円滑なる連絡を図る」商工経済会法が成立し、商工会議所を解散させて業務を引き継ぐ形で商工経済会が設置された。
戦前の統制団体には商工経済会の外、主なものでは日本経済聯盟会、重要産業統制団体懇談会（のち重要産業統制団体協議会、重要産業協議会、日本産業協議会と改称）、日本商工経済会、商工組合中央会、全国金融団体協議会・日本貿易団体協議会があった。これらの組織は戦後は、経過措置団体を経て日本経済団体連合会（経団連）となった。

## 廃止と経過措置

### 事前措置
「国家総動員法及戦時緊急措置法ヲ廃止スル法律」（昭和20年法律第44号）は1945年12月20日、帝国議会において成立し、1946年（昭和21年）4月1日の施行が決定したが、この議決に先立って、国家動員法に基づく勅令の廃止が、次のように行われた。しかし、これらの廃止後もなお多くの国家動員法に基づく勅令があった。
1. 新聞事業令等廃止ノ件（昭和20年10月6日勅令第562号）により廃止されたもの
  - 新聞事業令（昭和16年12月13日勅令第1107号）
  - 新聞紙等掲載制限令（昭和16年1月11日勅令第37号）
  - 出版事業令（昭和18年2月18日勅令第82号）

1. 国民勤労動員令廃止等ノ件（昭和20年10月11日勅令第566号）により廃止されたもの
  - 医療関係者職業能力申告令（昭和13年8月24日勅令第600号）
  - 学校技能者養成令（昭和14年3月31日勅令第130号）
  - 工場事業場技能者養成令（昭和14年3月31日勅令第131号）
  - 医療関係者徴用令（昭和16年12月16日勅令第1131号）
  - 重要事業場労務管理令（昭和17年2月25日勅令第106号）
  - 学徒勤労令（昭和19年8月23日勅令第518号）
  - 国民勤労動員令（昭和20年3月6日勅令第94号）

1. 工場事業場管理令等廃止ノ件（昭和20年10月24日勅令第601号）により廃止されたもの
  - 工場事業場管理令（昭和13年5月4日勅令第318号）
  - 需給調整協議会令（昭和13年5月25日勅令第366号）
  - 総動員業務事業主計画令（昭和14年7月26日勅令第493号）
  - 軍需品工場事業場検査令（昭和14年10月18日勅令第707号）
  - 総動員物資使用収用令（昭和14年12月16日勅令第838号）
  - 工場事業場使用収用令（昭和14年12月29日勅令第901号）
  - 土地工作物管理使用収用令（昭和14年12月29日勅令第902号）
  - 日本発送電株式会社ト東北振興電力株式会社トノ合併ニ関スル件（昭和16年9月25日勅令第880号）
  - 陸運統制令（昭和16年11月15日勅令第970号）
  - 企業整備令（昭和17年5月13日勅令第503号）
  - 特許発明等実施令（昭和18年3月23日勅令第159号）
  - 金属類回収令（昭和18年8月12日勅令第667号）

1. 獣医師等懲用令等廃止ノ件（昭和20年10月24日勅令第602号）により廃止されたもの
  - 獣医師等職業能力申告令（昭和14年2月4日勅令第26号）
  - 獣医師等徴用令（昭和17年1月28日勅令第39号）

1. 金融統制団体令廃止ノ件（昭和20年10月24日勅令第603号）により廃止されたもの
  - 金融統制団体令（昭和17年4月18日勅令第440号）

1. 水産統制令及水産事業評価審査委員会官制廃止ノ件（昭和20年10月27日勅令第613号）により廃止されたもの
  - 水産統制令（昭和17年5月20日勅令第520号）
  - 水産事業評価審査委員会官制（昭和17年12月4日勅令第819号）

1. 農業生産統制令等廃止ノ件（昭和20年11月30日勅令第672号）により廃止されたもの
  - 農業生産統制令（昭和16年12月27日勅令第1233号）
  - 木材薪炭生産令（昭和19年6月29日勅令第429号）
  - 重要水産物生産令（昭和20年3月2日勅令第88号）
  - 重要林産物生産令（昭和20年3月2日勅令第89号）

### 廃止法律附則第2条
法制局長官の楢橋渡は貴族院において、「終戦後の各般の情勢に鑑みまして、其の善後処置を充分に講ずることなく、有らゆる規則を遽に撤去致しますと、却つて急激なる社会不安、秩序崩壊を招来する虞がありますので、本法施行の際現に存する勅令に関する限り、且終戦後の事態に対応し、国民生活を維持安定せしむるに必要なる限度に於て、六箇月間を限り是等の法律に依り得ることを認め、其の間に於て整理すべきものは之を整理し、法制的、行政的措置を要するものは之を行ひ、円滑平穏に事態を推移せしめ、以て国民生活の維持安定を図らむとする次第であります、即ち以上のやうな限度に於て、両法律は其の効力を存続せしむる」との声明を行い、国家総動員法に基づく勅令は、廃止法律附則第2条により、国家総動員法の廃止後6月はなお効力を有するとされた。

### 戦時海運管理令の存続
更に、戦時海運管理令（昭和22年3月末まで船員管理令も）については、連合国軍最高司令官総司令部（GHQ/SCAP）指令による海運統制の根拠法令として、及びGHQの日本商船管理局（SCAJAP）の下部組織である商船管理委員会（CMMC）として商船管理委員会（昭和25年3月に商船管理委員会に改組）を存続させるため、下記のようにポツダム命令による廃止法律の経過規定の期限延長がされ、平和条約発効の直前の昭和27年3月末まで存続した。
- 昭和二十年勅令第五百四十二号ポツダム宣言の受諾に伴ひ発する命令に関する件に基く昭和二十年法律第四十四号国家総動員法及び戦時緊急措置法廃止法律の一部を改正する勅令（昭和21年9月30日勅令第452号）
  - 戦時海運管理令及び船員管理令の存続期限を国家総動員法廃止後1年に延長
- 国家総動員法及び戦時緊急措置法を廃止する法律の一部を改正する勅令（昭和22年3月31日勅令第109号）
  - 戦時海運管理令の存続期限を国家総動員法廃止後1年6月に延長
- 昭和二十年勅令第五百四十二号ポツダム宣言の受諾に伴い発する命令に関する件に基く昭和二十年法律第四十四号（国家総動員法及び戦時緊急措置法を廃止する法律）の一部を改正する政令（昭和22年9月30日政令第205号）
  - 戦時海運管理令の存続期限を国家総動員法廃止後2年に延長
- 昭和二十年法律第四十四号国家総動員法及び戦時緊急措置法を廃止する法律の一部を改正する政令（昭和23年3月29日政令第67号） 
  - 戦時海運管理令の存続期限を国家総動員法廃止後2年4月に延長
- 国家総動員法及び戦時緊急措置法を廃止する法律の一部を改正する政令（昭和23年7月30日政令第194号）
  - 戦時海運管理令の存続期限を国家総動員法廃止後2年8月に延長
- 国家総動員法及び戦時緊急措置法を廃止する法律の一部を改正する政令（昭和23年11月24日政令第351号）
  - 戦時海運管理令の存続期限を国家総動員法廃止後3年2月に延長
- 国家総動員法及び戦時緊急措置法を廃止する法律の一部を改正する政令（昭和24年5月23日政令第100号）
  - 戦時海運管理令の存続期限を国家総動員法廃止後3年8月に延長
- 国家総動員法及び戦時緊急措置法を廃止する法律の一部を改正する政令（昭和24年11月26日政令第373号）
  - 戦時海運管理令の存続期限を国家総動員法廃止後4年に延長
- 国家総動員法及び戦時緊急措置法を廃止する法律の一部を改正する等の政令（昭和25年3月27日政令第38号）
  - 戦時海運管理令の存続期限を国家総動員法廃止後4年6月に延長。戦時海運管理令を改正して「船舶運営会」を「商戦管理委員会」に改組。
- 国家総動員法及び戦時緊急措置法を廃止する法律の一部を改正する政令（昭和25年9月30日政令第300号）
  - 戦時海運管理令の存続期限を国家総動員法廃止後5年に延長
- 国家総動員法及び戦時緊急措置法を廃止する法律の一部を改正する政令（昭和26年3月30日政令第65号）
  - 戦時海運管理令の存続期限を国家総動員法廃止後5年6月に延長
- 国家総動員法及び戦時緊急措置法を廃止する法律の一部を改正する政令（昭和26年9月29日政令第318号）
  - 戦時海運管理令の存続期限を国家総動員法廃止後6年に延長
- 廃止法律附則第2項により、法律廃止後6月効力を持つされたがその期間中に
  - 重要産業団体令を廃止する等の勅令（昭和21年9月28日勅令第446号） （ポツダム勅令）により
- 別途廃止された勅令（公布の日（昭和21年9月28日）から廃止）
  - 重要産業団体令（昭和16年8月30日勅令第831号）
- 廃止法律附則第2項により、法律廃止後6月効力を持ち昭和21年10月1日から失効した、勅令一覧
  - 国民職業能力申告令（昭和14年1月7日勅令第5号）
  - 総動員業務事業設備令（昭和14年7月1日勅令第427号）
  - 総動員試験研究令（昭和14年8月30日勅令第623号）
  - 米穀搗精等制限令（昭和14年11月25日勅令第789号）
  - 農業水利臨時調整令（昭和15年8月5日勅令第516号）
  - 船員給与統制令（昭和15年10月19日勅令第676号）
  - 地代家賃統制令（昭和15年10月19日勅令第678号）
  - 会社経理統制令（昭和15年10月19日勅令第680号）
  - 宅地建物等価格統制令（昭和15年11月21日勅令第781号）
  - 会社所有株式評価臨時措置令（昭和16年8月30日勅令第833号）
  - 株式価格統制令（昭和16年8月30日勅令第834号）
  - 港湾運送業等統制令（昭和16年9月17日勅令第860号）
  - 企業許可令（昭和16年12月11日勅令第1084号）
  - 総動員業務指定令（昭和17年1月31日勅令第54号）
  - 海運統制令（昭和17年5月15日勅令第504号）
  - 金融事業整備令（昭和17年5月16日勅令第511号）
  - 統制会社令（昭和18年10月18日勅令第784号）
  - 会社経理特別措置令（昭和19年11月1日勅令第621号）
- 廃止法律附則第2項により、法律廃止後1年効力を持ち昭和22年4月1日から失効した勅令
  - 船員動員令（昭和20年1月20日勅令第22号）
- 廃止法律附則第2項により、法律廃止後6年効力を持ち昭和27年4月1日から失効した勅令
  - 戦時海運管理令（昭和17年3月25日勅令第235号）